# Tianna Bartoletta
Tianna Bartoletta (nascida Madison; Elyria, 30 de agosto de 1985) é uma atleta e campeã olímpica norte-americana, especialista em corridas de velocidade e no salto em distância.
Foi campeã mundial do salto em distância no Mundial de Helsinque 2005. Nos mundiais indoor, foi prata no salto em distância em Moscou 2006, e bronze nos 60 m rasos em Istambul 2012.
Em Londres 2012 tornou-se campeã olímpica integrando o revezamento 4x100 m junto com Carmelita Jeter, Allyson Felix e Bianca Knight, que conquistou a medalha de ouro quebrando o recorde mundial vigente desde 1985 e ainda em poder da equipe da extinta Alemanha Oriental, com a nova marca de 40s82.
Em Pequim 2015 foi campeã mundial do salto em distância pela segunda vez, vencendo a prova no último salto com a marca de 7,14 m.
Competiu em seus segundos Jogos Olímpicos na Rio 2016, onde conquistou a medalha de ouro no salto em distância numa competição disputada até o fim com a compatriota Brittney Reese, campeã em Londres quatro anos antes e tricampeã mundial. No quinto salto, Reese, que não vinha bem até ali, conseguiu uma marca de 7,09 m, a primeira acima de sete metros na competição, assumindo a liderança; Bartoletta, que até então liderava com 6,95 m, um marca aquém de uma final olímpica, em sua quinta tentativa saltou 7,17 m, o melhor de sua vida, para retomar a liderança. Na sexta e última série de saltos, Reese pode apenas saltar 7,15 m, dois centímetros a menos que Bartoletta, que se tornou campeã olímpica.
Dois dias depois voltou à pista e ganhou uma segunda medalha de ouro integrando o revezamento 4x100 m americano junto com Allyson Felix, English Gardner e Tori Bowie também sua segunda medalha de ouro olímpica no revezamento.
Sem conseguir repetir o resultado do ano anterior, no Mundial de Londres 2017 ficou apenas com a medalha de bronze no salto em distância, saltando 6,97 m.

## Vida pessoal
Casou-se em 2012 com o empresário John Bartoletta, passando a competir com seu nome de casada.